# Lisignoli Bluff
Il Lisignoli Bluff (in lingua inglese: Falesia Lisignoli), è una falesia rocciosa antartica, alta 610 m, che forma l'estremità settentrionale delle Schneider Hills dell'Argentina Range, nei Monti Pensacola, in Antartide. 
La falesia è stata mappata dall'United States Geological Survey (USGS) sulla base di rilevazioni e foto aeree scattate dalla U.S. Navy nel periodo 1956-66.
La denominazione è stata assegnata dall'Advisory Committee on Antarctic Names (US-ACAN), in onore del glaciologo argentino Cesar Augusto Lisignoli, responsabile scientifico presso la Stazione Ellsworth nell'inverno del 1961.